# Gäddede
Gäddede (sydsamiska: Tjeedtege) är en tätort i Frostvikens distrikt i Strömsunds kommun i Jämtlands län och kyrkby i Frostvikens socken.
Gäddede ligger i ett fjällandskap endast 5  kilometer öster om gränsen mot Lierne i Norge. Orten ligger mellan sjöarna Kvarnbergsvattnet i norr och Hetögeln i söder, vilka båda ingår i sjösystemet Ströms vattudal. Där Gäddedeforsen tidigare låg finns nu ett vattenkraftverk.

## Etymologi
Förleden i ortnamnet Gäddede kommer av fisken gädda och efterleden ed betyder 'passage utmed eller mellan vatten'. Även det sydsamiska namnet Tjeedtege kommer av ordet för 'gädda' (tjeedte).

## Befolkningsutveckling

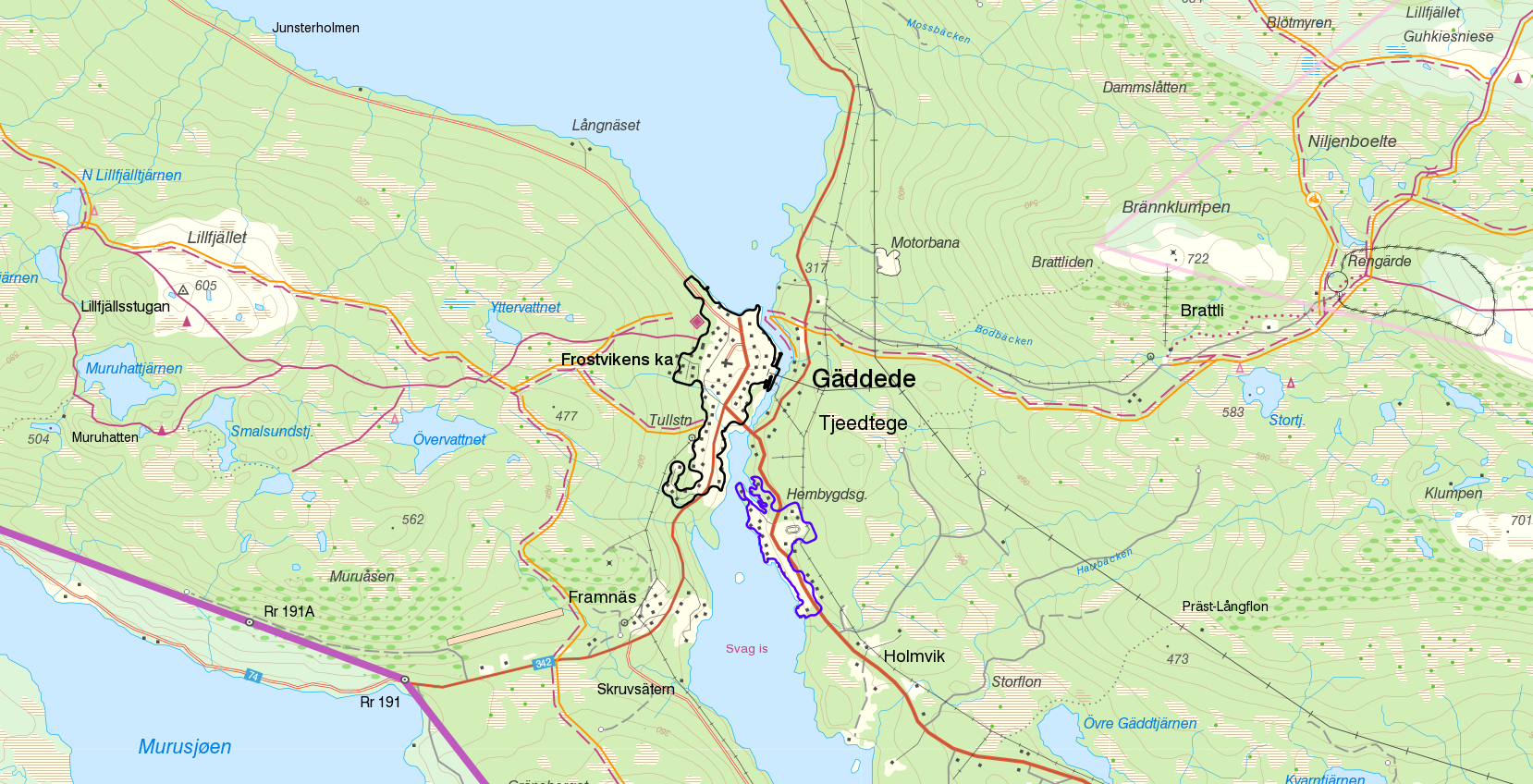
Den av Statistiska centralbyrån avgränsade tätorten och småorten i Gäddede, med gränserna från avgränsningen 2015.

| Befolkningsutvecklingen i Gäddede 1920–2020 | Befolkningsutvecklingen i Gäddede 1920–2020 | Befolkningsutvecklingen i Gäddede 1920–2020 | Befolkningsutvecklingen i Gäddede 1920–2020 | Befolkningsutvecklingen i Gäddede 1920–2020 |
| --- | ------------------------------------------- | ------------------------------------------- | ------------------------------------------- | ------------------------------------------- |
| |                                             |                                             |                                             |                                             |
| År |                                             |                                             | Folkmängd                                   | Areal (ha)                                  |
| 1920 | 1920                                        |                                             | 300                                         | ##                                          |
| 1930 | 1930                                        |                                             | 300                                         | ##                                          |
| 1935 | 1935                                        |                                             | 222                                         | ##                                          |
| 1940 | 1940                                        |                                             | 432                                         | ##                                          |
| 1945 | 1945                                        |                                             | 473                                         | ##                                          |
| 1950 | 1950                                        |                                             | 650                                         | ##                                          |
| 1960 | 1960                                        |                                             | 745                                         | 96                                          |
| 1965 | 1965                                        |                                             | 696                                         | 97                                          |
| 1970 | 1970                                        |                                             | 693                                         | 97                                          |
| 1975 | 1975                                        |                                             | 739                                         | 150                                         |
| 1980 | 1980                                        |                                             | 697                                         | 149                                         |
| 1990 | 1990                                        |                                             | 611                                         | 135                                         |
| 1995 | 1995                                        |                                             | 591                                         | 136                                         |
| 2000 | 2000                                        |                                             | 493                                         | 138                                         |
| 2005 | 2005                                        |                                             | 456                                         | 136                                         |
| 2010 | 2010                                        |                                             | 401                                         | 136                                         |
| 2015 | 2015                                        |                                             | 312                                         | 78                                          |
| 2016 | 2016                                        |                                             | 321                                         | 78##                                        |
| 2020 | 2020                                        |                                             | 275                                         | 77                                          |
| Anm.: 2015 bröts delen öster om vattnet ut ur tätorten, södra delen av det området bildade småorten Sydöstra Gäddede. ## Som tätort/befolkningsagglomeration 1920–1950. ## Arean 31 december 2016, 2017 och 2018 fortsatt samma som avgränsades som tätort 2015. |                                             |                                             |                                             |                                             |

## Samhället
I Gäddede ligger Frostvikens kyrka. Gäddede är den tätort i Sverige som ligger längst från en svensk flygplats, 207 kilometer vägavstånd till Vilhelmina flygplats och 217 kilometer till Östersunds flygplats.

## Sevärdheter
Någon mil söder om Gäddede finns en av norra Europas längsta kanjonbildningar, Hällingsåfallet. Norr om Gäddede, vid Ankarvattnet strax norr om Stora Blåsjön, ligger Sveriges längsta grotta, Korallgrottan. Norr därom återfinns vildmarksvägens mest spektakulära del. Områdena runt Gäddede är några av Sveriges tätaste björnområden.
Vid campingplatsen i Gäddede finns Frostvikens observatorium med tillhörande planetarium.

## Gäddede i film
Filmen Jakten (1965) är delvis inspelad på orten.

## Kända personer med anknytning till Gäddede
- Andrew Walter
- David Hummel
- Staffan Larsson

### Fotnoter
1. 1 2  Statistiska tätorter 2023, befolkning, landareal, befolkningstäthet per tätort, SCB, 28 november 2024, läs online.[källa från Wikidata]
2. ↑  Befolkning i tätorter 1960-2010, SCB, läs online, läst: 15 november 2013.[källa från Wikidata]
3. ↑  Kodnyckel för SCB:s statistiska tätorter och småorter - Koppling mellan gammalt och nytt kodsystem, SCB, 11 november 2021, läs online.[källa från Wikidata]
4. ↑  ”Sametinget.se Sydsamiska ortnamn”. http://www.sametinget.se/7548. Läst 13 september 2014.
5. ↑  Svenskt ortnamnslexikon (2003), s. 101, ISBN 91-7229-020-X
6. ↑   (PDF) Folkräkningen den 31 december 1920, II, Befolkningsagglomerationer, trosbekännelse, stamskillnad, utrikes födelseort, främmande statsborgarskap, lyten m.m.. Stockholm: Statistiska centralbyrån. 1925. sid. 83. Arkiverad från originalet den 30 januari 2016. https://www.webcitation.org/6evcUb5Jm?url=http://www.scb.se/Grupp/Hitta_statistik/Historisk_statistik/_Dokument/SOS/Folkrakningen_1920_2.pdf. Läst 29 augusti 2017 Arkiverad 29 augusti 2017 hämtat från the Wayback Machine.
7. ↑   (PDF) Folkräkningen den 31 december 1930, I, Areal och folkmängd inom särskilda förvaltningsområden m.m., Befolkningsagglomerationer. Stockholm: Statistiska centralbyrån. 1935. sid. 135. Arkiverad från originalet den 26 oktober 2014. https://www.webcitation.org/6TbpmPsGq?url=http://www.scb.se/Grupp/Hitta_statistik/Historisk_statistik/_Dokument/SOS/Folkrakningen_1930_1.pdf. Läst 29 augusti 2017 Arkiverad 24 september 2015 hämtat från the Wayback Machine.
8. ↑   (PDF) I. Allmänna folkräkningen den 31 december 1935, Folkmängden kommunvis efter kön, civilstånd och större åldersgrupper. Befolkningsagglomerationer. Obefintliga. Stockholm: Statistiska centralbyrån. 1937. sid. 88. Arkiverad från originalet den 4 mars 2015. https://www.webcitation.org/6Wm6fpPKR?url=http://www.scb.se/Grupp/Hitta_statistik/Historisk_statistik/_Dokument/SOS/Sarskilda_folkrakningen_1935_1936_1.pdf. Läst 29 augusti 2017 Arkiverad 29 augusti 2017 hämtat från the Wayback Machine.
9. ↑   (PDF) Folkräkningen den 31 december 1940, I, Areal och folkmängd inom särskilda förvaltningsområden m.m., Befolkningsagglomerationer. Stockholm: Statistiska centralbyrån. 1942. sid. 233. Arkiverad från originalet den 9 oktober 2014. https://www.webcitation.org/6TCcNWXzt?url=http://www.scb.se/Grupp/Hitta_statistik/Historisk_statistik/_Dokument/SOS/Folkrakningen_1940_1.pdf. Läst 29 augusti 2017 Arkiverad 1 november 2013 hämtat från the Wayback Machine.
10. ↑   (PDF) Folkräkningen den 31 december 1945, I, Areal och folkmängd inom särskilda förvaltningsområden m.m., Befolkningsagglomerationer. Stockholm: Statistiska centralbyrån. 1947. sid. 224. Arkiverad från originalet den 25 oktober 2014. https://www.webcitation.org/6TamDOErk?url=http://www.scb.se/Grupp/Hitta_statistik/Historisk_statistik/_Dokument/SOS/Folkrakningen_1945_1.pdf. Läst 29 augusti 2017 Arkiverad 24 september 2015 hämtat från the Wayback Machine.
11. ↑   (PDF) Folkräkningen den 31 december 1950, I, Areal och folkmängd inom särskilda förvaltningsområden m.m., Tätorter. Stockholm: Statistiska centralbyrån. 19 maj 1952. sid. 234. Arkiverad från originalet den 1 oktober 2014. https://www.webcitation.org/6T09ZkyrB?url=http://www.scb.se/Grupp/Hitta_statistik/Historisk_statistik/_Dokument/SOS/Folkrakningen_1950_1.pdf. Läst 29 augusti 2017 Arkiverad 29 oktober 2013 hämtat från the Wayback Machine.
12. ↑  ”Landareal per tätort, folkmängd och invånare per kvadratkilometer. Vart femte år 1960 - 2016”. Statistiska centralbyrån. Arkiverad från originalet den 13 juni 2017. https://web.archive.org/web/20170613011648/http://www.statistikdatabasen.scb.se/pxweb/sv/ssd/START__MI__MI0810__MI0810A/LandarealTatort/?rxid=ff9309f9-7ecb-480f-a73c-08d86b3e56f8. Läst 18 maj 2017.
13. ↑   Statistiska meddelanden Be 1967:21 Tätorternas areal och folkmängd 1960 och 1965. Stockholm: Statistiska centralbyrån. 22 september 1967. sid. 76
14. ↑   Statistiska meddelanden Be 1972:11 Tätorternas areal och folkmängd 1965 och 1970. Stockholm: Statistiska centralbyrån. 17 november 1972. sid. 70
15. ↑   (PDF) Folk- och bostadsräkningen 1980 Del 2:3, Tätorternas areal och folkmängd, utveckling mellan 1975 och 1980. Stockholm: Statistiska centralbyrån. 1984-06-29. sid. 55. Arkiverad från originalet den 15 januari 2015. https://www.webcitation.org/6VbOaXwnN?url=http://www.scb.se/Grupp/Hitta_statistik/Historisk_statistik/_Dokument/SOS/Folk_o_bostadsrakningen_1980_2_3.pdf. Läst 29 augusti 2017 Arkiverad 24 september 2015 hämtat från the Wayback Machine.
16. ↑   (PDF) Tätorter 1990, Befolkning och areal i tätorter och glesbygd; Reviderade uppgifter. Stockholm: Statistiska centralbyrån. 26 februari 1992. sid. 55. Arkiverad från originalet den 18 oktober 2013. https://web.archive.org/web/20131018010555/http://www.scb.se/statistik/MI/MI0810/2000I02/MI38SM9201.pdf. Läst 29 augusti 2017
17. ↑  ”Jakten”. Svensk Filmdatabas. http://sfi.se/sv/svensk-filmdatabas/Item/?itemid=4710&type=MOVIE&iv=Basic&ref=/templates/SwedishFilmSearchResult.aspx?id%3d1225%26epslanguage%3dsv%26searchword%3djakten%26type%3dMovieTitle%26match%3dIdentical%26page%3d1%26prom%3dFalse. Läst 3 april 2013.